# マデージモ
マデージモ（伊: Madesimo）は、イタリア共和国ロンバルディア州ソンドリオ県にある、人口約500人の基礎自治体（コムーネ）。

## 地理

### 位置・広がり
ソンドリオ県北西部、ヴァルキアヴェンナの最上流部（北端）に位置するコムーネで、北と西はスイスとの国境である。キアヴェンナから北北西へ13km、県都ソンドリオから北西へ49km、州都ミラノから北へ109kmの距離にある。

#### 隣接コムーネ
隣接するコムーネは以下の通り。CHはスイス領、CH-GRはグラウビュンデン州所属を示す。
- カンポドルチーノ
- Ferrera (CH-GR)
- Mesocco (CH-GR)
- ピウーロ
- Rheinwald (Splügen, CH-GR)
- Sufers (CH-GR)

### 地震分類
イタリアの地震リスク階級 (it) では、3 に分類される
。

## 行政

### 山岳部共同体
広域行政組織である山岳部共同体「ヴァルキアヴェンナ山岳部共同体」 (it:Comunità montana della Valchiavenna) （事務所所在地: キアヴェンナ）を構成するコムーネの一つである。

### 分離集落
マデージモには、以下の分離集落（フラツィオーネ）がある。
- Isola, Montespluga, Pianazzo, Teggiate